# 薛峰 (建行)
薛峰（？—），中华人民共和国政治人物。

## 生平
担任中国建设银行山东省分行原党委书记、行长。2016年10月任建信财险董事长。2017年12月21日，经中国建设银行党委批准，薛峰涉嫌严重违纪，接受组织审查。